# Georgia Public Broadcasting
Pour les articles homonymes, voir GPB.
Georgia Public Broadcasting (GPB) est une chaîne de télévision américaine affilié au réseau PBS et un réseau de radio distribué dans l'État de Géorgie.

## Télévision

Logo utilisé jusqu'au 31 décembre 2024

### Stations
- WGTV : Athens / Atlanta
- WXGA-TV : Waycross / Valdosta
- WVAN-TV : Savannah / Pembroke
- WABW-TV : Pelham / Albany
- WNGH-TV : Chatsworth / Dalton
- WCES-TV : Wrens / Augusta
- WACS-TV : Dawson / Americus
- WJSP-TV : Columbus / Warm Springs
- WMUM-TV : Cochran / Macon

### Télévision numérique terrestre
| Canal virtuel | nom    | Image | Ratio | Programmation                         |
| ------------- | ------ | ----- | ----- | ------------------------------------- |
| x.1           | GPB-HD | 1080i | 16:9  | Programmation principale GPB / PBS HD |
| x.2           | Create | 480i  | 16:9  | Create (en)                           |
| x.3           | Know   | 480i  | 16:9  | World (en) (GPB Knowledge)            |
| x.4           | Kids   | 480i  | 16:9  | PBS Kids                              |

## Stations de radio
- WUNV 91.7 FM : Albany
- WUGA 91.7 FM : Athens
- WACG 90.7 FM : Augusta
- WWIO 88.9 FM : Brunswick
- WUWG 90.7 FM : Carrollton
- WNGH 98.9 FM : Chatsworth
- WMUM 89.7 FM : Cochran/Macon
- WNGU 89.5 FM : Dahlonega
- WPPR 88.3 FM : Demorest
- WATY 91.3 FM : Folkston
- WJWV 90.9 FM : Fort Gaines
- WGPB 97.7 FM : Rome
- WSVH 91.1 FM : Savannah
- WWIO 1190 AM : St. Marys
- WABR 91.1 FM : Tifton
- WWET 91.7 FM : Valdosta
- WJSP 88.1 FM : Warm Springs/Columbus
- WXVS 90.1 FM : Waycross
- WBTB 90.3 FM : Young Harris